# Eccellenza Sicilia 2019-2020
Il campionato italiano di calcio di Eccellenza regionale 2019-2020 è stato il ventinovesimo organizzato in Italia. Rappresenta il quinto livello del calcio italiano.
Questi sono i gironi organizzati dal Comitato Regionale della Sicilia.
Le gare si disputano in orari differenti a seconda dei periodi dell'anno: alle 15:30 dalla prima alla sesta giornata, alle 14:30 dalla settima alla diciottesima, alle 15:00 dalla diciannovesima alla ventisettesima, alle 16:00 dalla ventottesima alla ventinovesima e alle 16:30 la trentesima giornata e le gare di play-off e play-out.
Play-off e play-out si disputano soltanto se fra le due squadre ipoteticamente coinvolte ci sono meno di 10 punti di distacco. Se la seconda classificata ha almeno dieci punti di vantaggio sulla terza accederà direttamente alla fase nazionale degli spareggi.
Per la stagione 2019-2020 l'Igea Virtus, e la Sancataldese sono retrocesse dalla Serie D. L Il Camaro ha inviato nota di rinuncia all'iscrizione al campionato, così come il Milazzo che ha acquisito però il titolo dell'Igea Virtus per tentare il ripescaggio in quarta serie, in seguito fallito, per cui giocherà in Eccellenza. Sono state ripescate quattro squadre: Enna, Carlentini, Olimpica Akragas e Monreale. Il Mussomeli ha cambiato la propria denominazione in Sporting Vallone. Dalla Promozione sette squadre sono state promosse al termine della stagione regolare: Acicatena, Cephaledium, Misilmeri, Oratorio S. Ciro e Giorgio, Ragusa, Real Siracusa e Sporting Pedara.
Il campionato, dopo continue sospensioni, iniziate dal 9 marzo 2020, in relazione all'emergenza sanitaria causata dal protrarsi della pandemia di COVID-19, viene definitivamente interrotto il 20 aprile 2020, con un comunicato ufficiale emanato dalla FIGC. Il 10 giugno 2020 il Consiglio Federale della FIGC ha determinato la promozione delle prime classificate in Serie D. Il 26 giugno il Comitato Regionale Sicilia della LND ha stabilito che sono retrocesse in Promozione le squadre ultime classificate di ogni girone.; il 30 giugno la LND ha stabilito la promozione del Sant'Agata, tra le sette migliori classificate dell'Eccellenza.

## Girone A

### Squadre partecipanti
| Club                              | Città                                 | Stadio                                      | Stagione precedente     |
| --------------------------------- | ------------------------------------- | ------------------------------------------- | ----------------------- |
| A.S.D. Akragas 2018               | Agrigento                             | Stadio Esseneto                             | 4º in Promozione gir.A  |
| S.S.D. Alba Alcamo 1928           | Alcamo (TP)                           | Stadio Lelio Catella                        | 6º in Eccellenza gir.A  |
| A.S.D. C.U.S. Palermo             | Palermo                               | CUS Imp. Sportivo Universitario             | 12º in Eccellenza gir.A |
| A.S.D. Canicattì                  | Canicattì (AG)                        | Stadio Saraceno (Ravanusa)                  | 2º in Eccellenza gir.A  |
| A.S.D. Castellammare Calcio 94    | Castellammare del Golfo (TP)          | Stadio Giorgio Matranga                     | 11º in Eccellenza gir.A |
| A.S.D. Cephaledium                | Cefalù (PA)                           | Stadio Santa Barbara                        | 1º in Promozione gir.B  |
| A.S.D. Dattilo Noir               | Dattilo, frazione di Paceco (TP)      | Stadio Giovanni Mancuso (Paceco)            | 5º in Eccellenza gir.A  |
| A.C.D. Don Carlo Misilmeri        | Misilmeri (PA)                        | Stadio Louis Ribolla (Palermo)              | 2º in Promozione gir.A  |
| A.S.D. A.C. Geraci                | Geraci Siculo (PA)                    | Stadio Comunale (Castellana Sicula)         | 7º in Eccellenza gir.A  |
| A.S.D. Mazara Calcio              | Mazara del Vallo (TP)                 | Stadio Nino Vaccara                         | 8º in Eccellenza gir.A  |
| A.S.D. Monreale Calcio            | Monreale (PA)                         | Centro Sportivo Pasqualino Stadium (Carini) | 6º in Promozione gir.A  |
| A.S.D. Oratorio S. Ciro e Giorgio | Marineo (PA)                          | Stadio Comunale (Belmonte Mezzagno)         | 1º in Promozione gir.A  |
| A.S.D. Parmonval                  | Partanna-Mondello (quart. di Palermo) | Stadio Franco Lo Monaco                     | 4º in Eccellenza gir.A  |
| U.S.D. Pro Favara                 | Favara (AG)                           | Stadio Giovanni Bruccoleri                  | 9º in Eccellenza gir.A  |
| A.S.D Sancataldese Calcio         | San Cataldo (CL)                      | Stadio Valentino Mazzola                    | 13º posto in Serie D/I  |
| A.S.D. Sporting Vallone           | Campofranco (CL)                      | Stadio Alfonso Virciglio                    | 10º in Eccellenza gir.A |

### Classifica finale
La classifica finale corrisponde alla classifica al momento della sospensione del campionato.
|  | Pos. | Squadra                    | Pt | G  | V  | N  | P  | GF | GS | DR  |
|  | ---- | -------------------------- | -- | -- | -- | -- | -- | -- | -- | --- |
|  | 1.   | Dattilo Noir               | 58 | 24 | 18 | 4  | 2  | 54 | 15 | +39 |
|  | 2.   | Canicattì                  | 52 | 24 | 16 | 4  | 4  | 50 | 20 | +30 |
|  | 3.   | Akragas                    | 49 | 24 | 13 | 10 | 1  | 41 | 16 | +25 |
|  | 4.   | Sancataldese               | 44 | 24 | 11 | 11 | 2  | 36 | 20 | +16 |
|  | 5.   | Geraci                     | 44 | 24 | 13 | 5  | 6  | 35 | 19 | +16 |
|  | 6.   | Mazara                     | 36 | 24 | 9  | 9  | 6  | 37 | 25 | +12 |
|  | 7.   | Parmonval                  | 36 | 24 | 10 | 6  | 8  | 37 | 31 | +6  |
|  | 8.   | Sporting Vallone           | 35 | 24 | 10 | 5  | 9  | 31 | 38 | −7  |
|  | 9.   | Castellammare              | 33 | 24 | 9  | 6  | 9  | 43 | 43 | 0   |
|  | 10.  | Misilmeri                  | 33 | 24 | 9  | 6  | 9  | 45 | 33 | +12 |
|  | 11.  | CUS Palermo                | 29 | 24 | 8  | 5  | 11 | 38 | 35 | +3  |
|  | 12.  | Pro Favara                 | 28 | 24 | 8  | 4  | 12 | 39 | 35 | +4  |
|  | 13.  | Oratorio S. Ciro e Giorgio | 24 | 24 | 6  | 6  | 12 | 27 | 36 | −9  |
|  | 14.  | Cephaledium (−1)           | 15 | 24 | 5  | 1  | 18 | 18 | 86 | −68 |
|  | 15.  | Monreale                   | 10 | 24 | 2  | 4  | 18 | 23 | 55 | −32 |
|  | 16.  | Alcamo                     | 5  | 24 | 1  | 2  | 21 | 25 | 72 | −47 |

Legenda:
      Promossa in Serie D 2020-2021.
      Retrocessa in Promozione 2020-2021.
Note:
Tre punti a vittoria, uno a pareggio, zero a sconfitta.
La Cephaledium ha scontato 1 punto di penalizzazione

### Risultati

#### Tabellone
I match non disputati sono tutti stati annullati, come deciso dal Consiglio Federale della FIGC, a causa della pandemia di COVID-19.
|                            | Akr  | Alc  | CUS  | Can  | Cas  | Cep  | Dat  | Ger  | Maz  | Mis  | Mon  | Ora  | Par  | PFa  | San  | SVa  |
| -------------------------- | ---- | ---- | ---- | ---- | ---- | ---- | ---- | ---- | ---- | ---- | ---- | ---- | ---- | ---- | ---- | ---- |
| Akragas                    | –––– | 5-2  | 2-2  | 0-0  | 1-1  | 3-1  | 1-0  | 3-0  | 3-1  | n.d. | 1-0  | 3-1  | n.d. | 2-0  | 2-1  | n.d. |
| Alcamo                     | 0-2  | –––– | 0-1  | n.d. | 1-4  | 1-2  | 1-4  | 0-3  | 1-2  | 2-3  | n.d. | n.d. | 2-3  | 1-1  | 0-1  | 1-2  |
| CUS Palermo                | n.d. | 9-2  | –––– | 1-1  | n.d. | 9-0  | 0-3  | 0-3  | n.d. | 0-0  | 2-1  | 2-1  | 2-0  | 2-0  | 0-1  | 1-2  |
| Canicattì                  | 1-1  | 5-0  | 4-1  | –––– | 2-0  | n.d. | 3-1  | 4-1  | 1-0  | 2-1  | 5-0  | n.d. | 4-1  | 1-0  | 0-4  | 6-2  |
| Castellammare              | 3-3  | n.d. | 2-3  | n.d. | –––– | 3-0  | 0-1  | 1-3  | 0-3  | 2-1  | 3-2  | 2-3  | 4-0  | 4-2  | 1-1  | n.d. |
| Cephaledium                | 0-4  | 0-5  | 1-0  | 0-4  | n.d. | –––– | n.d. | 0-0  | 0-6  | 1-0  | 0-1  | 3-2  | 0-4  | 2-0  | n.d. | 0-6  |
| Dattilo Noir               | n.d. | 5-1  | 4-0  | n.d. | 4-1  | 6-1  | –––– | 1-0  | 0-0  | 3-1  | 2-0  | 0-0  | 3-1  | 2-1  | n.d. | 3-0  |
| Geraci                     | n.d. | 0-0  | n.d. | 1-0  | 3-1  | 3-0  | n.d. | –––– | n.d. | 0-2  | 1-0  | 2-0  | 2-0  | 2-1  | 1-1  | 0-0  |
| Mazara                     | 0-0  | n.d. | 2-0  | 0-0  | 3-3  | 3-1  | 0-3  | 1-1  | –––– | 1-1  | 6-1  | 2-1  | n.d. | 0-1  | 2-2  | n.d. |
| Misilmeri                  | 1-1  | 1-0  | n.d. | 0-1  | 0-2  | 10-1 | 0-1  | n.d. | 3-1  | –––– | 1-1  | 2-1  | 1-2  | n.d. | 1-2  | 6-3  |
| Monreale                   | 0-1  | 4-2  | n.d. | 1-2  | 2-2  | n.d. | 2-3  | 0-5  | 1-2  | 3-4  | –––– | 2-2  | 0-2  | n.d. | 1-4  | 0-2  |
| Oratorio S. Ciro e Giorgio | 0-0  | 4-2  | 1-0  | 1-2  | 0-2  | n.d. | 0-2  | 2-1  | 0-1  | 1-1  | 1-0  | –––– | 0-2  | n.d. | n.d. | 2-0  |
| Parmonval                  | 0-0  | 5-0  | 1-0  | 3-1  | 1-2  | 2-0  | n.d. | n.d. | 0-0  | n.d. | n.d. | 2-2  | –––– | 0-0  | 2-2  | 1-2  |
| Pro Favara                 | 1-0  | 5-1  | 1-0  | 1-0  | n.d. | 9-3  | 1-2  | 1-2  | n.d. | 1-4  | 2-1  | 1-1  | 2-2  | –––– | n.d. | 7-0  |
| Sancataldese               | 1-1  | n.d. | 2-2  | n.d. | 4-0  | 3-1  | 0-0  | 1-0  | 1-1  | 1-1  | 0-0  | 2-1  | 1-0  | 1-0  | –––– | 0-0  |
| Sporting Vallone           | 0-2  | 1-0  | 1-1  | 0-1  | 0-0  | 2-1  | 1-1  | 0-1  | 1-0  | n.d. | n.d. | n.d. | 1-3  | 2-1  | 3-0  | –––– |

## Girone B

### Squadre partecipanti
| Club                           | Città                        | Stadio                    | Stagione precedente     |
| ------------------------------ | ---------------------------- | ------------------------- | ----------------------- |
| A.C.D. Acicatena Calcio 1973   | Aci Catena (CT)              | Stadio Polivalente        | 1º in Promozione gir.C  |
| U.S.D. Atletico Catania        | Catania                      | Campo Comunale Zia Lisa   | 6º in Eccellenza gir.B  |
| A.S.D. Carlentini Calcio       | Carlentini (SR)              | Stadio Sebastiano Romano  | 3º in Promozione gir.C  |
| A.C.D. Città di Sant'Agata     | Sant'Agata di Militello (ME) | Stadio Biagio Fresina     | 3º in Eccellenza gir.A  |
| U.S.D. Città di Rosolini 1953  | Rosolini (SR)                | Stadio Salvatore Consales | 14º in Eccellenza gir.B |
| Enna Calcio S.C.S.D.           | Enna                         | Stadio Generale Gaeta     | 3º in Promozione gir.D  |
| Gela F.C.                      | Gela (CL)                    | Stadio Enrico Mattei      | 10º in Eccellenza gir.B |
| A.S.D. Giarre 1946             | Giarre (CT)                  | Stadio Regionale          | 9º in Eccellenza gir.B  |
| S.S.D. Mascalucia S.Pio X      | Mascalucia (CT)              | Stadio Bonaiuto Somma     | 12º in Eccellenza gir.B |
| S.S.D. 1937 Milazzo            | Milazzo (ME)                 | Stadio Marco Salmeri      | 5º in Eccellenza gir.B  |
| A.S.D. Paternò Calcio          | Paternò (CT)                 | Stadio Falcone-Borsellino | 4º in Eccellenza gir.B  |
| A.S.D. Ragusa Calcio           | Ragusa                       | Stadio Aldo Campo         | 1º in Promozione gir.D  |
| A.S.D. Real Siracusa Belvedere | Siracusa                     | Stadio Nicola De Simone   | 2º in Promozione gir.D  |
| U.P.D. Santa Croce             | Santa Croce Camerina (RG)    | Stadio J. Kennedy         | 7º in Eccellenza gir.B  |
| A.S.D. Sport Club Palazzolo    | Palazzolo Acreide (SR)       | Stadio Scrofani Sallustro | 2º in Eccellenza gir.B  |
| A.S.D. Sporting Pedara         | Pedara (CT)                  | Stadio Comunale           | 2º in Promozione gir.C  |

### Classifica finale
La classifica finale corrisponde alla classifica al momento della sospensione del campionato.
|  | Pos. | Squadra                      | Pt | G  | V  | N | P  | GF | GS  | DR   |
|  | ---- | ---------------------------- | -- | -- | -- | - | -- | -- | --- | ---- |
|  | 1.   | Paternò                      | 59 | 23 | 18 | 5 | 0  | 60 | 8   | +52  |
|  | 2.   | Sant'Agata                   | 52 | 22 | 17 | 1 | 4  | 63 | 23  | +40  |
|  | 3.   | Rosolini                     | 50 | 23 | 16 | 2 | 5  | 43 | 20  | +23  |
|  | 4.   | Ragusa                       | 47 | 23 | 15 | 2 | 6  | 35 | 22  | +13  |
|  | 5.   | Palazzolo                    | 43 | 23 | 13 | 4 | 6  | 40 | 14  | +26  |
|  | 5.   | Giarre                       | 43 | 22 | 13 | 4 | 5  | 40 | 21  | +19  |
|  | 7.   | Mascalucia San Pio X         | 38 | 22 | 11 | 5 | 6  | 43 | 21  | +22  |
|  | 8.   | Santa Croce                  | 34 | 22 | 10 | 4 | 8  | 47 | 37  | +10  |
|  | 9.   | Real Siracusa Belvedere (−1) | 27 | 23 | 7  | 7 | 9  | 35 | 32  | +3   |
|  | 10.  | Carlentini                   | 25 | 22 | 7  | 4 | 11 | 30 | 35  | −5   |
|  | 11.  | Sporting Pedara              | 17 | 22 | 5  | 2 | 15 | 24 | 50  | −26  |
|  | 12.  | Enna                         | 16 | 22 | 4  | 4 | 14 | 21 | 39  | −18  |
|  | 13.  | Acicatena                    | 14 | 22 | 4  | 2 | 16 | 24 | 43  | −19  |
|  | 14.  | Gela F.C. (−1)               | 11 | 22 | 3  | 3 | 16 | 24 | 61  | −37  |
|  | 15.  | Atletico Catania             | 1  | 23 | 0  | 1 | 22 | 4  | 107 | −103 |
|  | 16.  | Milazzo                      | —  | —  | —  | — | —  | —  | —   | —    |

Legenda:
      Promossa in Serie D 2020-2021.
      Rinuncia al campionato.
Note:
Tre punti a vittoria, uno a pareggio, zero a sconfitta.
Il Gela F.C. ha scontato 1 punto di penalizzazione
Il Milazzo ha rinunciato al campionato
Il Real Siracusa ha scontato 1 punto di penalizzazione

### Risultati

#### Tabellone
I match non disputati sono tutti stati annullati, come deciso dal Consiglio Federale della FIGC, a causa della pandemia di COVID-19.
|                     | Aci  | AtC  | Car  | Enn  | Gel  | Gia  | Mas  | Pal  | Pat  | Rag  | ReS  | Ros  | SAg  | SCr  | SPe  |
| ------------------- | ---- | ---- | ---- | ---- | ---- | ---- | ---- | ---- | ---- | ---- | ---- | ---- | ---- | ---- | ---- |
| Acicatena           | –––– | n.d. | 0-0  | 1-2  | 0-4  | 0-1  | 0-3  | 1-2  | 0-3  | 3-2  | 0-3  | 2-3  | 2-3  | n.d. | n.d. |
| Atletico Catania    | 0-4  | –––– | 0-8  | 1-2  | n.d. | 0-3  | 0-0  | 0-6  | 0-6  | 1-5  | n.d. | 0-2  | 1-2  | 0-6  | n.d. |
| Carlentini          | 2-1  | 3-0  | –––– | n.d. | 6-0  | 1-1  | n.d. | 1-1  | 0-5  | 1-2  | 2-0  | n.d. | 0-3  | 1-0  | 0-2  |
| Enna                | n.d. | 6-0  | 0-2  | –––– | 2-2  | n.d. | 0-3  | 0-2  | 0-3  | 0-1  | 1-1  | 0-1  | n.d. | 0-4  | 1-3  |
| Gela F.C.           | 0-3  | 6-0  | 0-0  | n.d. | –––– | 2-1  | n.d. | n.d. | 1-1  | 0-1  | 1-2  | 1-6  | 1-2  | 2-4  | 1-2  |
| Giarre              | 3-0  | 6-0  | 1-0  | 1-0  | 4-0  | –––– | 2-1  | 0-3  | n.d. | 1-1  | 3-3  | 1-0  | 3-2  | n.d. | n.d. |
| Mascalucia S. Pio X | 2-1  | 9-0  | 5-0  | 3-2  | 2-1  | n.d. | –––– | 1-1  | 0-1  | 2-0  | 2-1  | n.d. | n.d. | 2-2  | 1-1  |
| Palazzolo           | n.d. | n.d. | 4-0  | 0-1  | 3-0  | n.d. | 1-0  | –––– | 1-1  | 0-1  | 2-0  | 0-1  | 1-1  | 2-0  | 4-0  |
| Paternò             | 2-1  | 3-0  | n.d. | 1-1  | 4-1  | 1-0  | 2-0  | 2-0  | –––– | n.d. | 0-0  | 4-0  | 2-0  | 6-1  | 2-0  |
| Ragusa              | 2-0  | 2-1  | 2-1  | 2-0  | 2-1  | 1-1  | n.d. | 0-2  | 1-3  | –––– | 2-0  | n.d. | 1-3  | 1-0  | 3-0  |
| Real Siracusa       | n.d. | 6-0  | 2-1  | n.d. | 6-0  | 0-2  | 2-2  | n.d. | 1-1  | 0-1  | –––– | 1-1  | 0-3  | 1-4  | 2-0  |
| Rosolini            | 2-1  | 4-0  | 2-1  | 2-0  | 4-0  | 0-1  | 0-1  | 1-0  | n.d. | 1-0  | 2-0  | –––– | n.d. | 7-1  | 1-0  |
| Sant'Agata          | 4-0  | 7-0  | 4-0  | 3-1  | 6-0  | 3-2  | 0-3  | 3-1  | n.d. | n.d. | 0-2  | 4-0  | –––– | n.d. | 4-0  |
| Santa Croce         | 0-0  | 4-0  | n.d. | 1-0  | n.d. | 3-2  | 3-1  | 0-2  | 0-1  | n.d. | 2-2  | 2-2  | 1-2  | –––– | 5-0  |
| Sporting Pedara     | 0-4  | 7-0  | n.d. | 2-2  | n.d. | 0-1  | 1-0  | 0-2  | 0-6  | 1-2  | n.d. | 0-1  | 2-4  | 3-4  | –––– |